# St. Hubertus (Stockem)

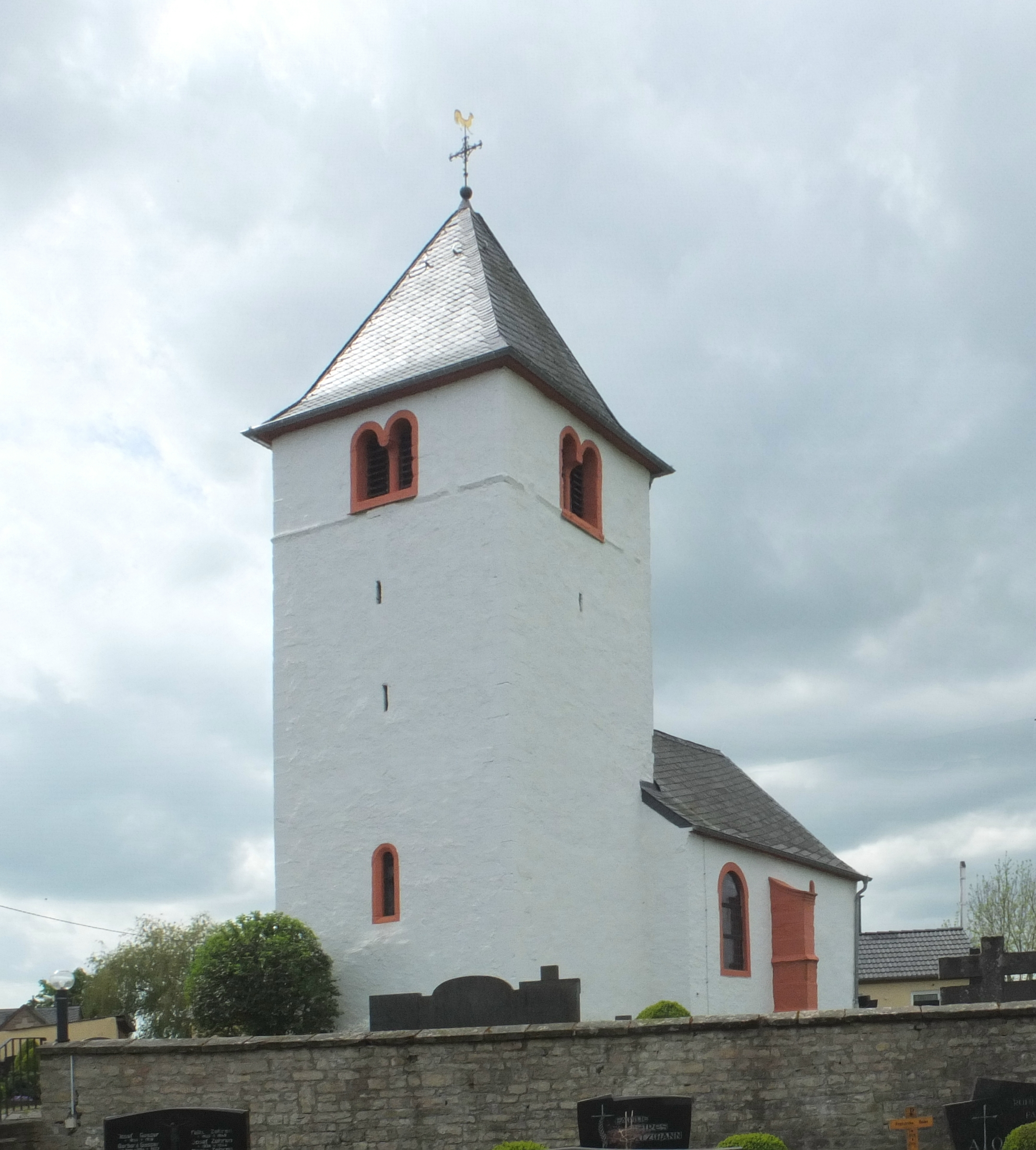
St. Hubertus

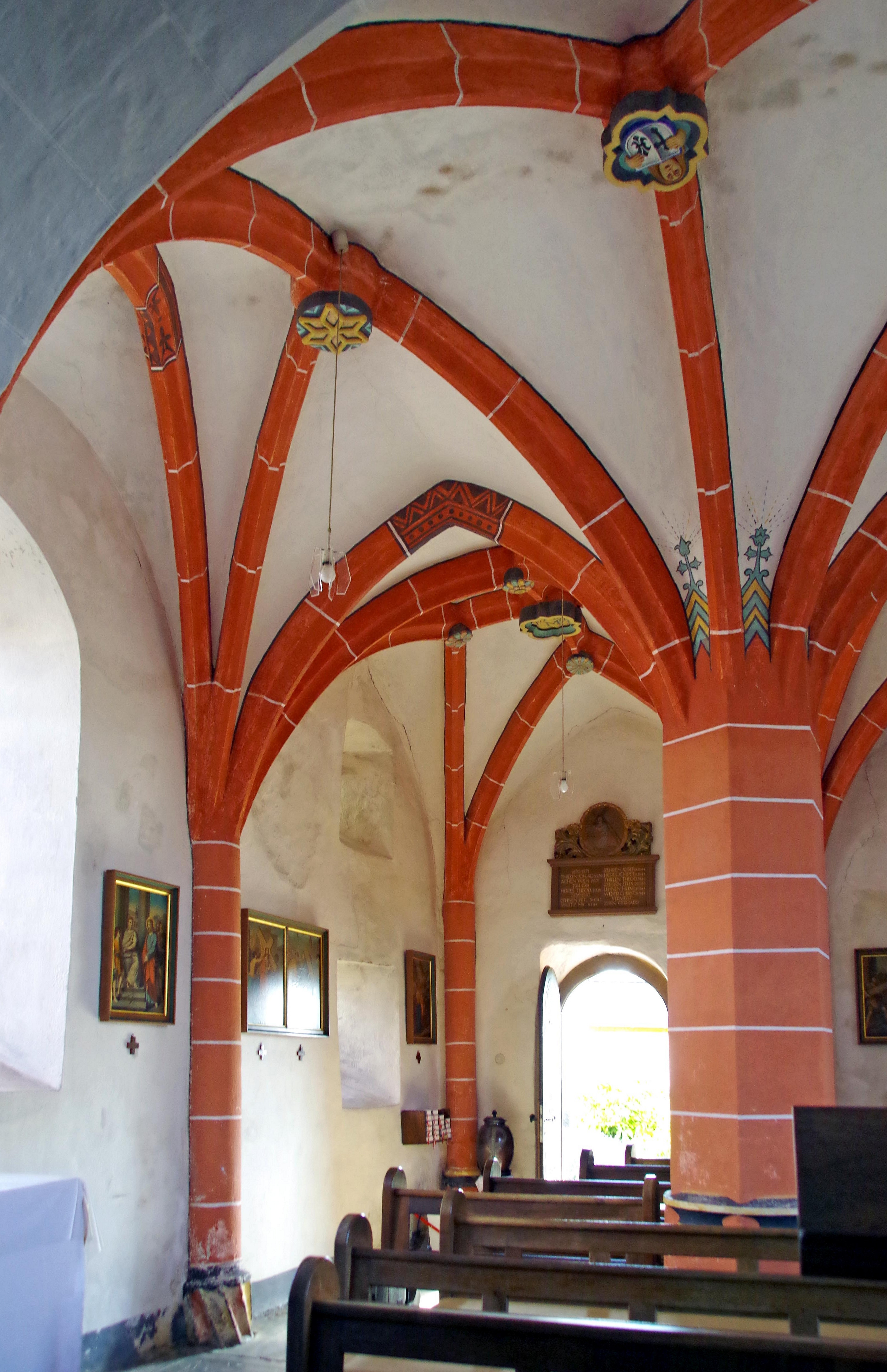
Spätgotischer Einstützenraum (15. Jh.)

St. Hubertus ist eine römisch-katholische Filialkirche in der Ortsgemeinde Stockem im Eifelkreis Bitburg-Prüm in Rheinland-Pfalz.

## Geschichte
Die Kirche wurde das erste Mal in einer Trierer Urkunde des Jahres 1132 genannt, in der die Adlige Fredesunde Kirche und Zehnten der Abtei Prüm vermachte. Um 1330 wurde die Kirche im Register des Archidiakonats St. Petri Trier aufgezählt.

Der Chorturm von St. Hubertus entstand um 1220 und besitzt in seinem Untergeschoss ein Kreuzrippengewölbe mit Knospenkapitellen. Das wohl in der zweiten Hälfte der 13. Jahrhunderts entstandene zweischiffige Langhaus wurde in spätgotischer Zeit um 1500 mit einem reichen Sterngewölbe auf achteckiger Mittelstütze versehen.

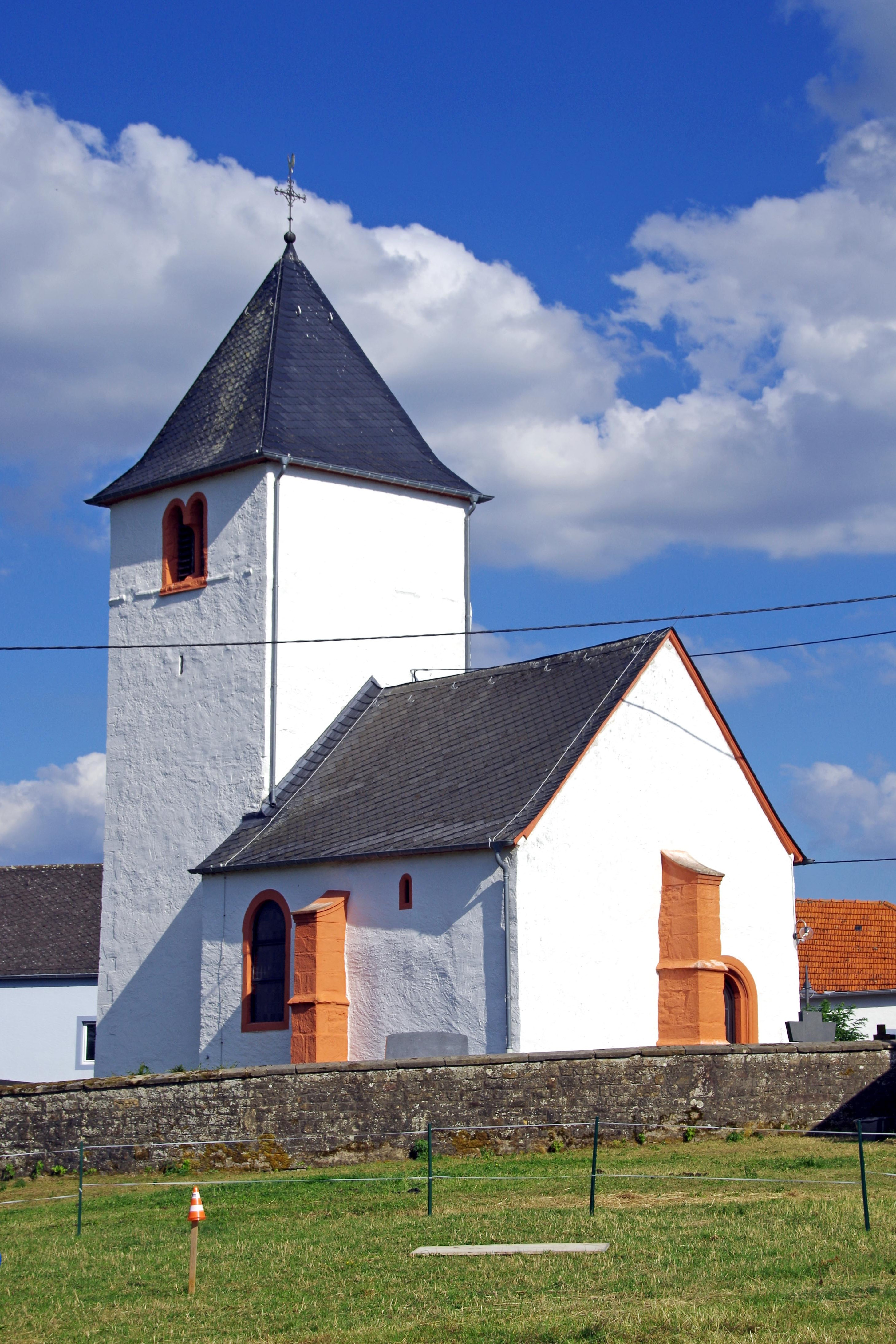
Nordwestseite
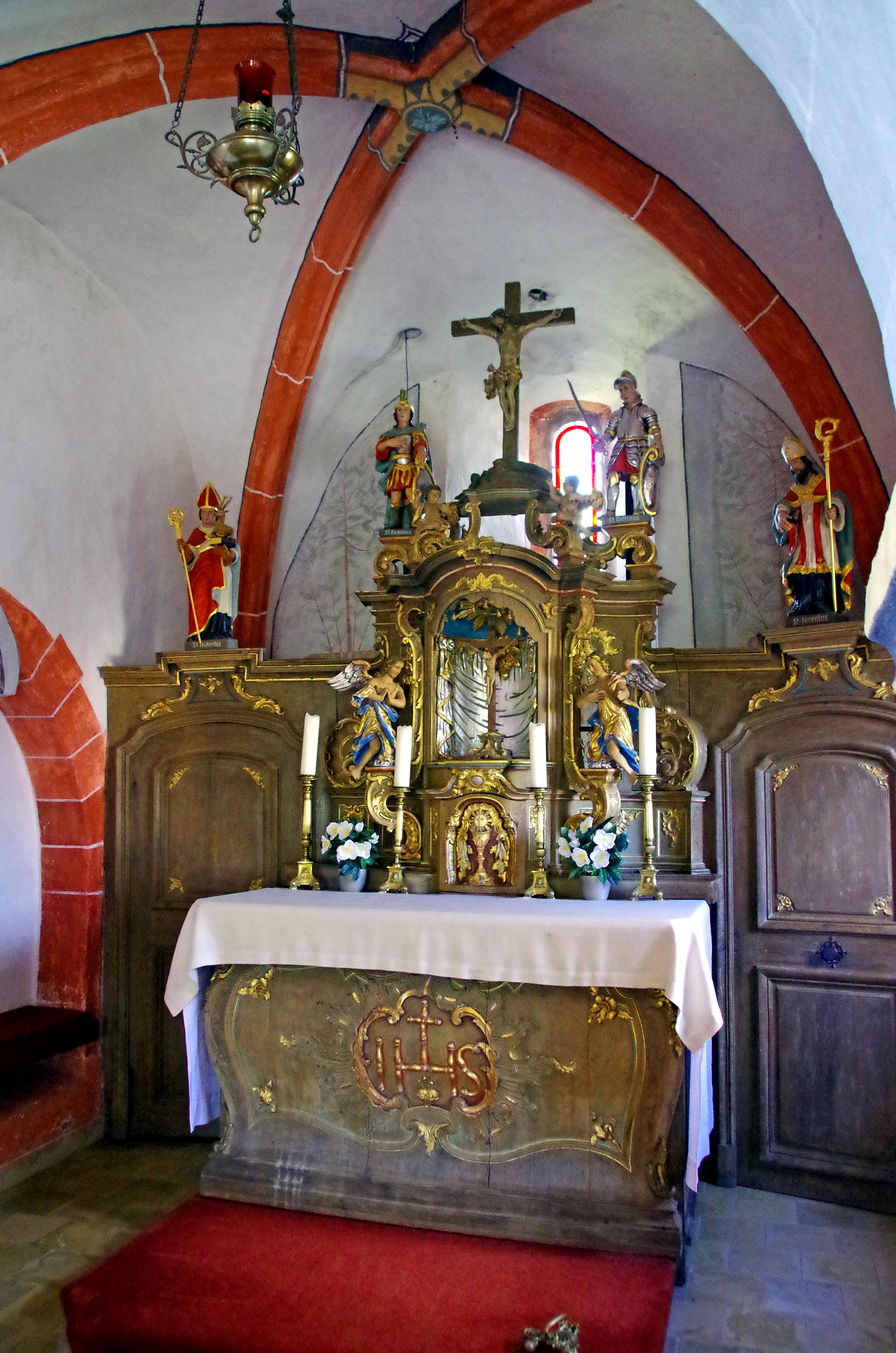
Rokoko-Altar um 1770
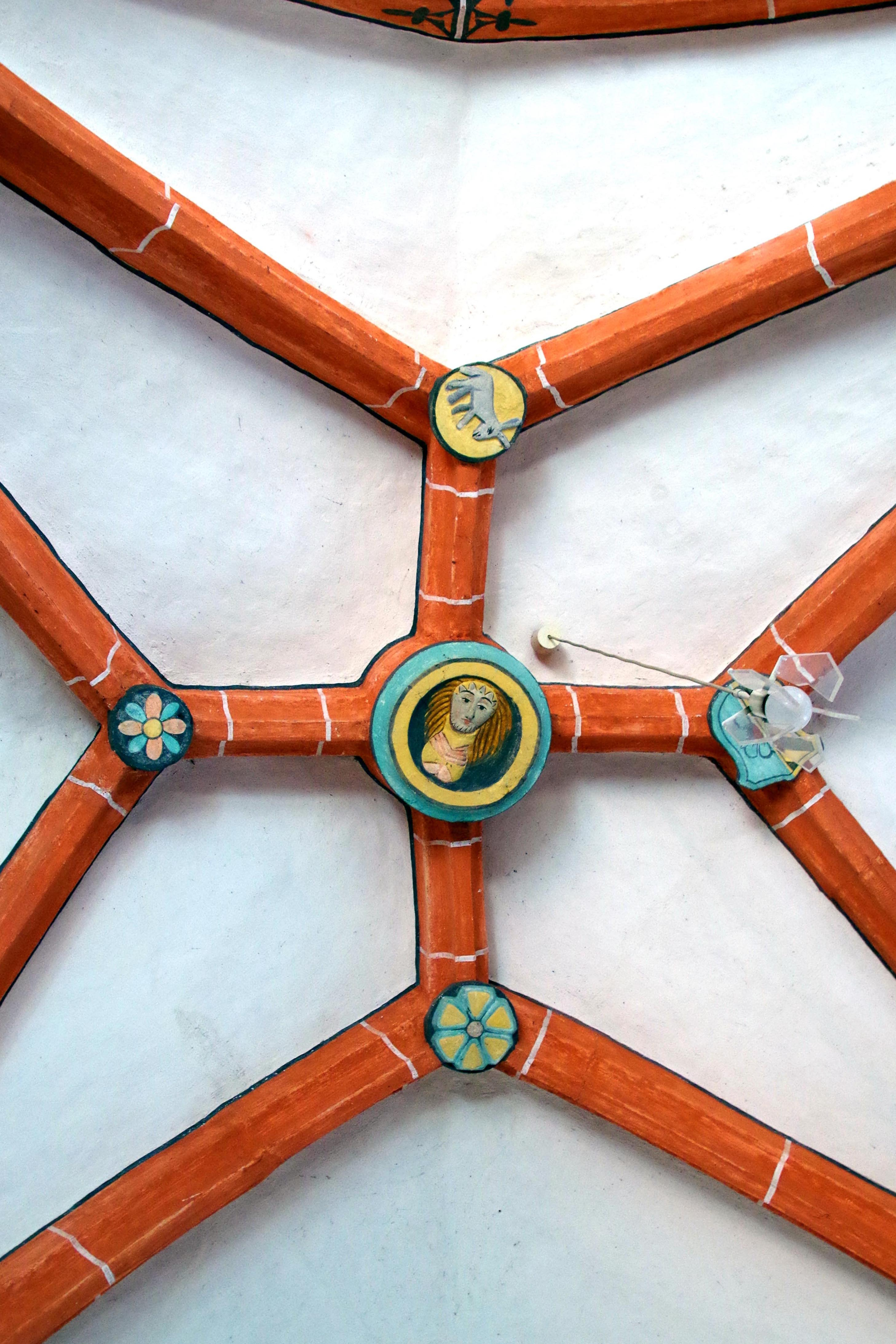
Sterngewölbe
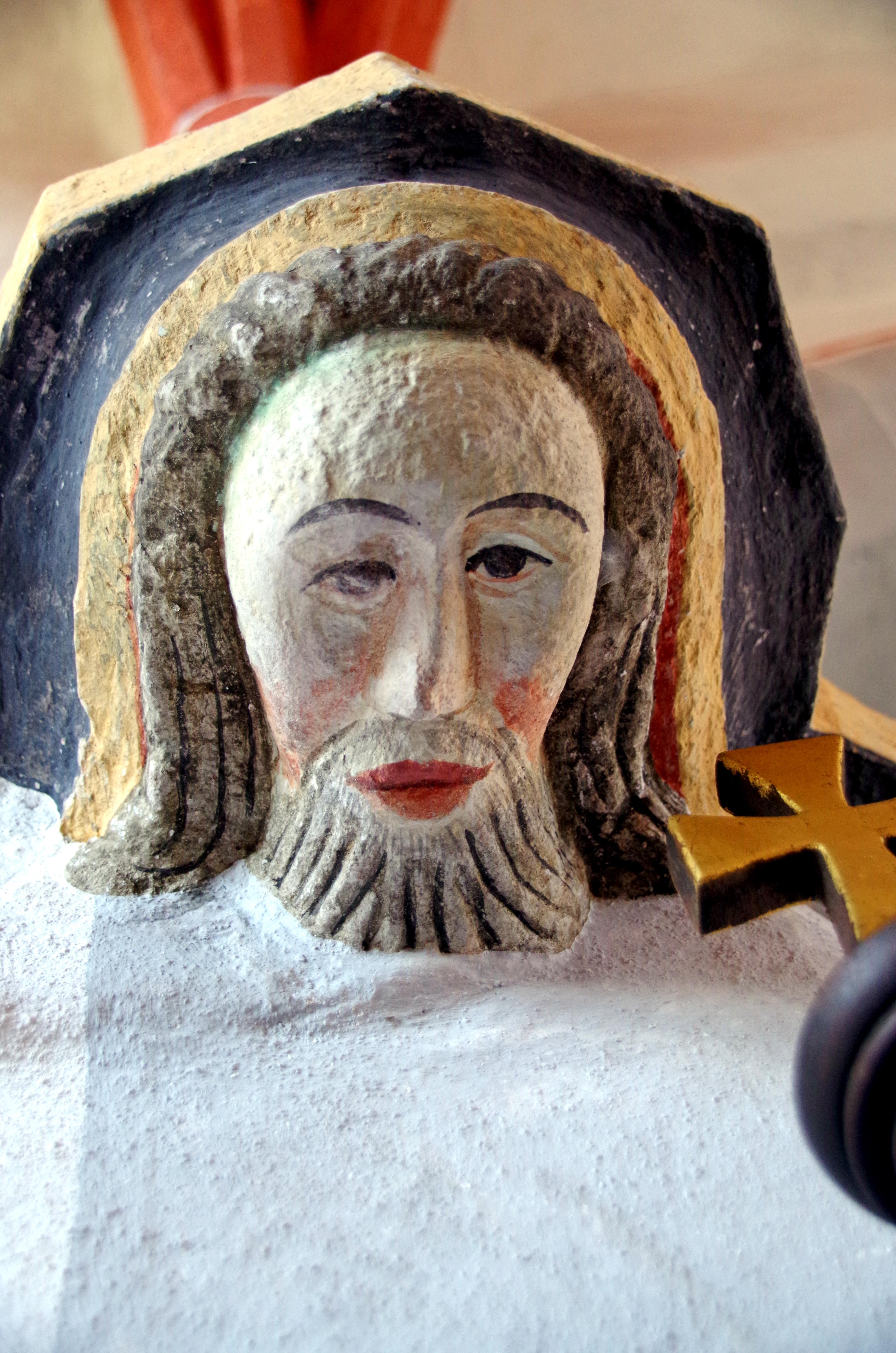
Konsolenkopf
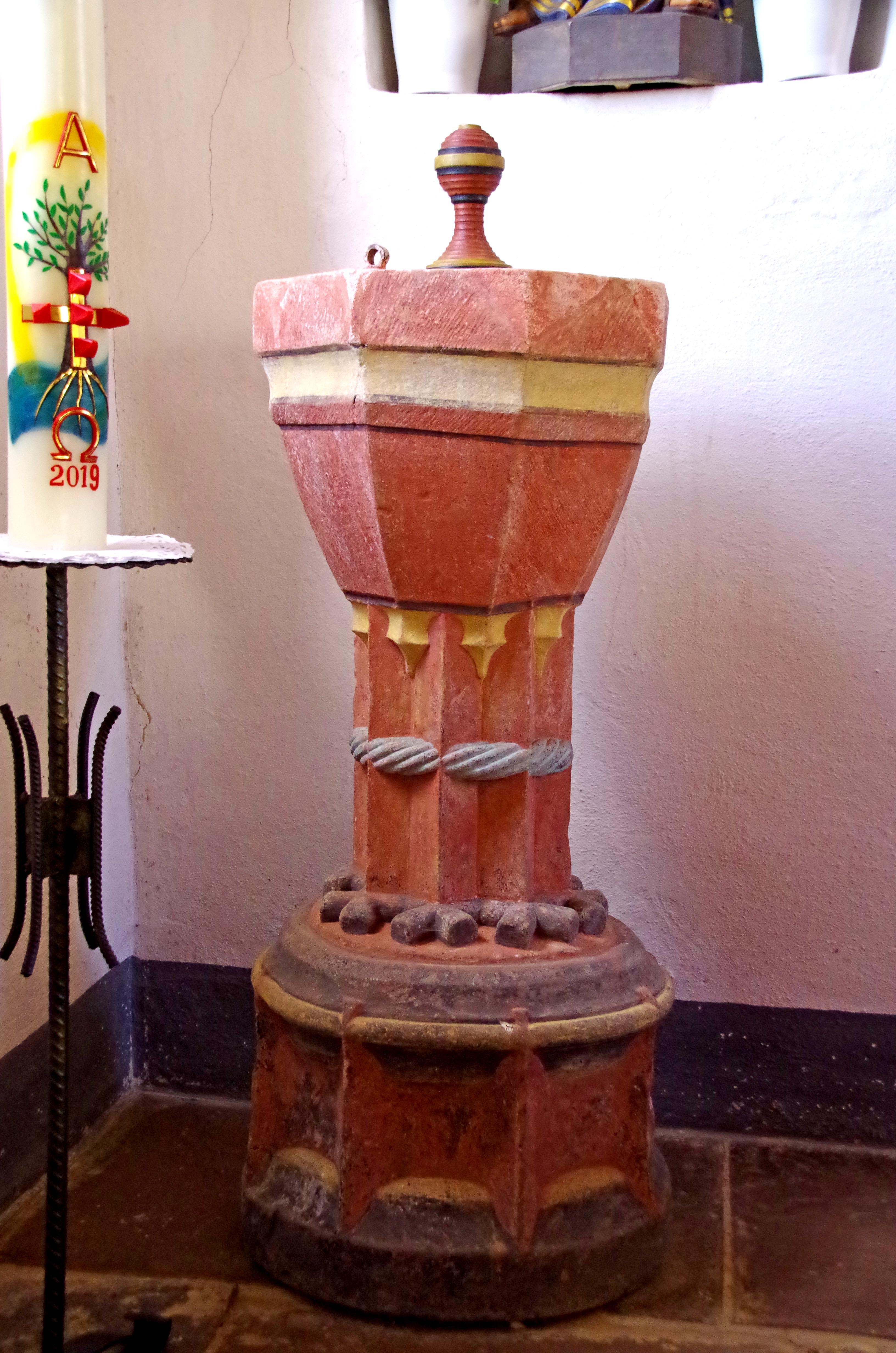
Taufstein (um 1200)